# Chipping Norton
Chipping Norton este un oraș în comitatul Oxfordshire, regiunea South East, Anglia. Orașul se află în districtul West Oxfordshire.